# Münchenbernsdorf

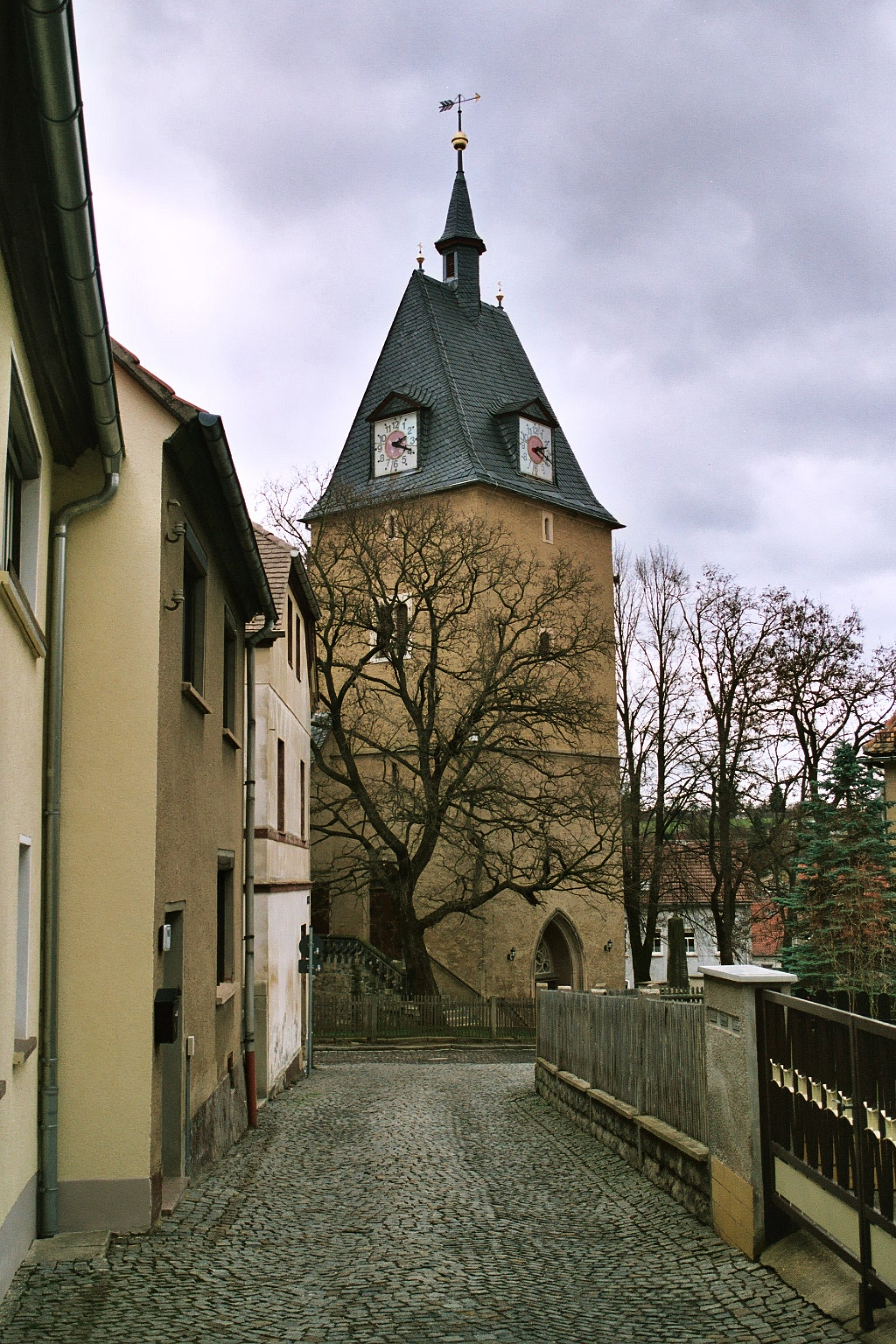
Stadtkirche

Münchenbernsdorf ist eine Landstadt im Landkreis Greiz im Osten Thüringens. Sie ist Mitglied und Sitz der Verwaltungsgemeinschaft Münchenbernsdorf.

## Geografie
Münchenbernsdorf liegt zwischen Gera und Jena in unmittelbarer Nähe zum Hermsdorfer Autobahnkreuz.

## Stadtgliederung
Zur Stadt Münchenbernsdorf gehören die Ortsteile Kanada, Kleinbernsdorf und Schöna.

### Nachbargemeinden
Münchenbernsdorf grenzt an folgende Gemeinden (im Uhrzeigersinn, von Norden beginnend): Lindenkreuz, Saara, Hundhaupten, Bocka, Harth-Pöllnitz und Lederhose im Landkreis Greiz sowie Renthendorf und Tautendorf im Saale-Holzland-Kreis.

## Geschichte
Münchenbernsdorf wurde am 17. August 1251 in einer Urkunde der Vögte von Weida erstmals erwähnt. Wahrscheinlich entstand die Siedlung, aus der schließlich Münchenbernsdorf wurde, im Zuge der beginnenden deutschen Ostkolonisation zwischen 1150 und 1200. Den Namen Bernsdorf (in den frühen Urkunden auch Bernhardisdorf oder Bernzdorf genannt) erhielt die Stadt möglicherweise durch einen Lokator namens Bernhard, der mit der Gründung einer Siedlung in der damals noch siedlungsarmen Gegend beauftragt war. Wahrscheinlich im 12. Jahrhundert wurde die Wasserburg (Burg Münch) im Ort erbaut. Man schützte mit ihr die vorbeiführende Regensburger Straße. Das Adelsgeschlecht Münch war bis 1585 Besitzer der Burg. Der Ort Bernsdorf, heute Münchenbernsdorf, erhielt diesen Familiennamen „Münch“ als Zusatz, als die Herzöge Friedrich und Johann von Sachsen 1487 ihrem Rat und Amtmann zu Jena Heinrich Münch den Rittersitz mit Vorwerk und Dorf zu „Bernßdorf“ und dem Vorwerk zu „Rothembach“ belehnten. Später war die Burg u. a. auch im Besitz der Familie von Pöllnitz und der bekannten ostthüringischen Gelehrtenfamilie von der Gabelentz. Die Veste wurde im 16. und 18. Jahrhundert zu einem Schloss umgebaut. Im Jahr 1965 wurde das Schloss nach jahrelangem Verfall im Sozialismus abgerissen. Von dem Schloss sind nur geringe Mauerreste geblieben.
Durch die Leipziger Teilung 1485 geriet der Ort an die Ernestiner, wurde jedoch 1571 kursächsisch. Nach der Abstrafung Sachsens auf dem Wiener Kongress 1815 kam Münchenbernsdorf zum Großherzogtum Sachsen-Weimar-Eisenach. Seit 1904 besitzt der Ort das Stadtrecht.
Eine lange Zeit des wirtschaftlichen Aufschwungs erlebte Münchenbernsdorf durch seine Teppichindustrie. 1882 führte C. R. Erdmann die ersten mechanischen Webstühle ein und in den Folgejahren entstanden nach und nach weitere zum Teil sehr große Betriebe der Teppichindustrie.
In der Zeit des Nationalsozialismus wurde der jüdische Vorstandsvorsitzende der Teppichfabrik Naundorf & Poser AG zum Rückzug aus dem Unternehmen aufgefordert, worauf er sich im Mai 1935 das Leben nahm und das Unternehmen „arisiert“ wurde. Nach dem Zweiten Weltkrieg wurde es den Erben nicht zurückgegeben, sondern zu einem Volkseigenen Betrieb (VEB Thüringer Teppichfabriken im Kombinat Deko) umgewandelt. Während des Zweiten Weltkrieges mussten zahlreiche Kriegsgefangene sowie Frauen und Männer aus den von Deutschland besetzten Ländern Zwangsarbeit verrichten: in der Rheinmetall AG, bei der Firma Krause & Poser und bei Firma Weges. Sie waren in fünf von Stacheldraht umzäunten Lagern interniert.
Das 1938 eingerichtete Tanklager der „WiFo“ machte Münchenbernsdorf vom 8. bis 13. April 1945 zum Ziel von US-Luftangriffen. Über 150 Tonnen Bomben wurden abgeworfen, 8 Menschen starben.
Ab 1952 gehörte Münchenbernsdorf zum Bezirk Gera der DDR. Seit der Wende und deutschen Wiedervereinigung gehört die Stadt zum wiedererrichteten Freistaat Thüringen und ist heute Teil des Landkreises Greiz.
Die Stadt Münchenbernsdorf war Ausrichter des MDR-Osterspazierganges 2016. Am 27. März 2016 wurden in Münchenbernsdorf tausende Wanderfreunde in der Stadt erwartet, die auf drei unterschiedlich langen Strecken (5 km, 10 km und 15 km) die Umgebung in und um Münchenbernsdorf kennenlernen und erleben konnten.
Die „Straße des Jugendrotkreuzes“, weltweit einmalig, wurde am 27. Mai 2017 direkt an der Rodaer Straße 30 eingeweiht und gewidmet.

### Einwohnerentwicklung
Entwicklung der Einwohnerzahl (ab 1994 31. Dezember):
| - 1834 – 1.310 - 1910 – 2.264 - 1994 – 3.669 - 1995 – 3.639 - 1996 – 3.594 - 1997 – 3.589 - 1998 – 3.561 - 1999 – 3.559 | - 2000 – 3.512 - 2001 – 3.493 - 2002 – 3.469 - 2003 – 3.460 - 2004 – 3.376 - 2005 – 3.344 - 2006 – 3.262 - 2007 – 3.191 | - 2008 – 3.140 - 2009 – 3.080 - 2010 – 3.031 - 2011 – 3.013 - 2012 – 3.006 - 2013 – 3.006 - 2014 – 2.944 - 2015 – 3.014 | - 2016 – 2.967 - 2017 – 2.936 - 2018 – 2.943 - 2019 – 2.949 - 2020 – 2.929 - 2021 – 2.962 - 2022 – 2.939 - 2023 – 2.902 |

## Politik

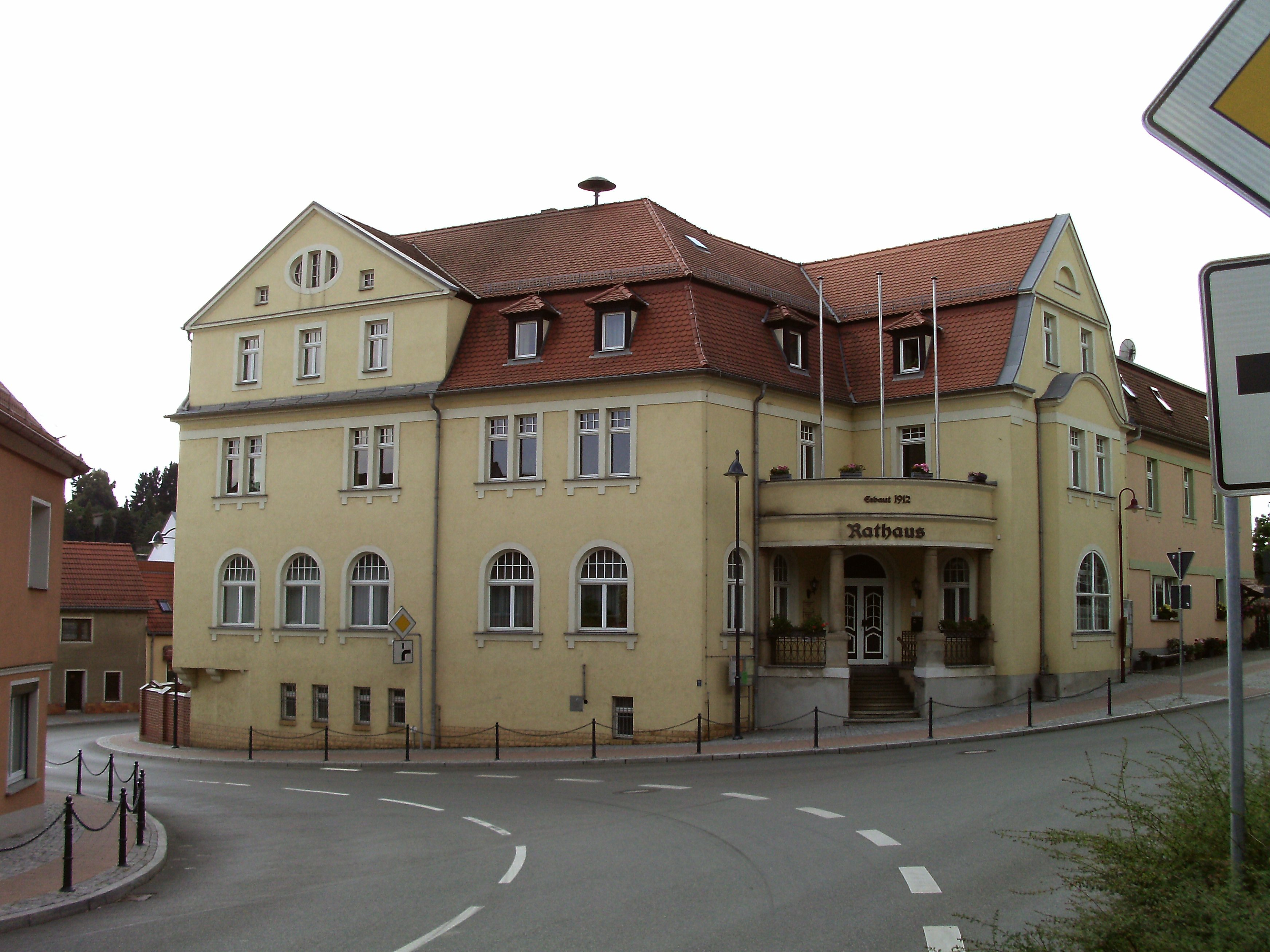
Rathaus Münchenbernsdorf

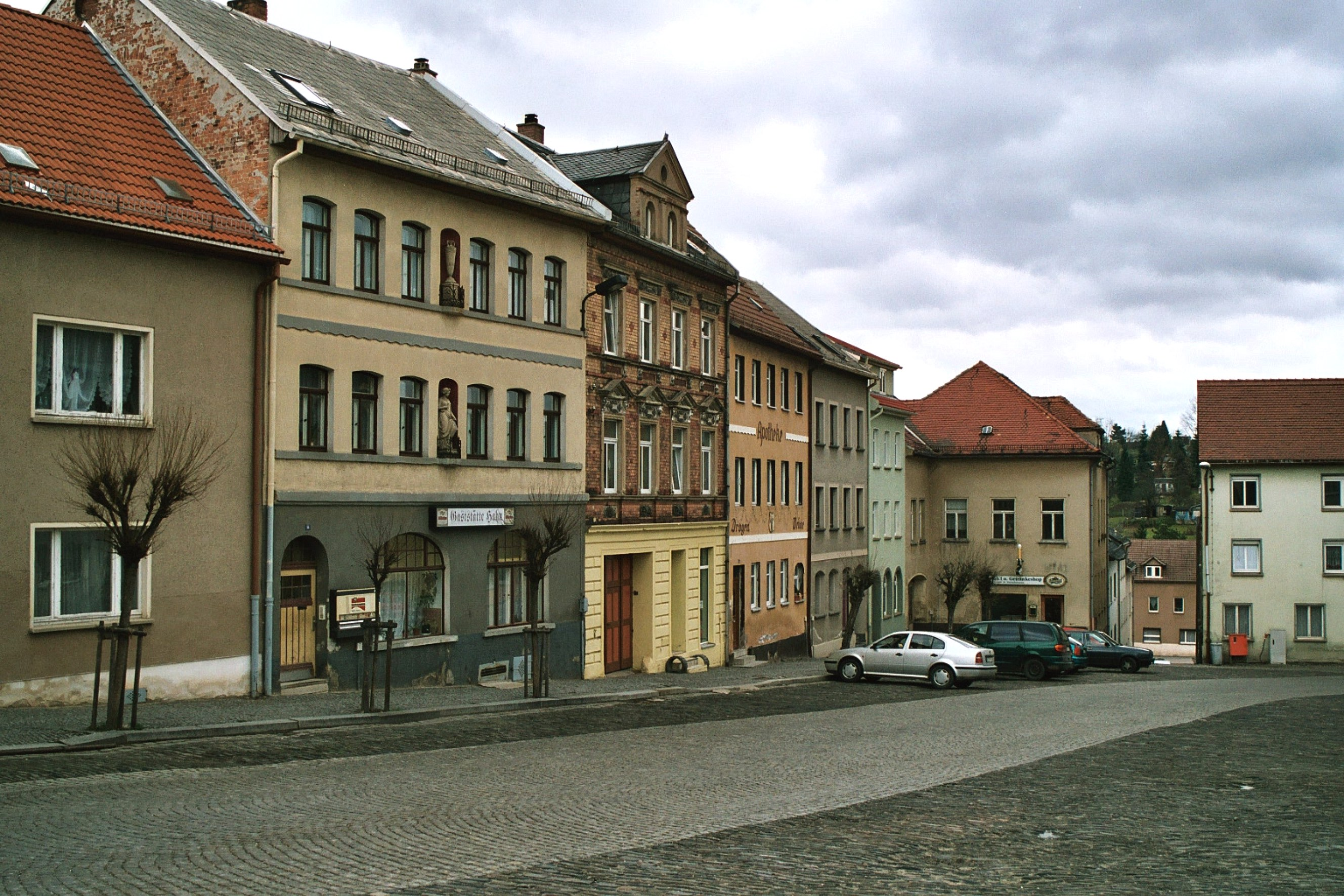
Marktplatz

### Stadtrat
Nach der Kommunalwahl vom 26. Mai 2024 setzt sich der Stadtrat wie folgt zusammen:
| Partei            | Sitze  | Sitzverteilung im Stadtrat MünchenbernsdorfInsgesamt 14 Sitze - FW: 5 - MC: 3 - CDU: 6 |
| CDU               | 6 (+2) | Sitzverteilung im Stadtrat MünchenbernsdorfInsgesamt 14 Sitze - FW: 5 - MC: 3 - CDU: 6 |
| Pro Kommune – FWG | 5 (−3) | Sitzverteilung im Stadtrat MünchenbernsdorfInsgesamt 14 Sitze - FW: 5 - MC: 3 - CDU: 6 |
| MC                | 3 (+2) | Sitzverteilung im Stadtrat MünchenbernsdorfInsgesamt 14 Sitze - FW: 5 - MC: 3 - CDU: 6 |
| DIE LINKE         | 0 (−1) | Sitzverteilung im Stadtrat MünchenbernsdorfInsgesamt 14 Sitze - FW: 5 - MC: 3 - CDU: 6 |

### Wappen
Blasonierung: „In Rot einen Mönch in silbernem Gewand mit einem goldenen Kreuz am Gürtel, in der linken Hand ein Buch haltend.“

### Flagge
Die Flagge der Stadt Münchenbernsdorf ist rot – weiß gestreift und mittig mit dem Stadtwappen belegt.

## Kultur und Sehenswürdigkeiten

### Bauwerke
In der Stadtkirche St. Mauritius befindet sich ein geschnitzter Marienaltar aus dem 16. Jahrhundert.

### Parks
- Stadtpark im Zentrum

### Freizeit
- Naturbad
- Stadtbibliothek
- Naturlehrpfad
- Bowlingbahn
- Kulturhaus (inkl. 2 Sälen)
- Sportplatz (Halle, 2 Fußballfelder, Volleyballplatz und Jugendclub)
- Kletterwald Koala
- Heimatmuseum / Heimatstube – Alte Försterei[10]
- Wahrscheinlich das kleinste private Kino in Deutschland, laut MDR (Außenseiter-Spitzenreiter)
- Salzgrotte

## Wirtschaft und Infrastruktur
Der Landesentwicklungsplan von Thüringen weist für die Stadt eine zentralörtliche Funktion aus. Münchenbernsdorf ist als Klein- bzw. Grundzentrum charakterisiert.

### Verkehr
Die 2009 an der A9 gebaute Bundesautobahnanschlussstelle „Lederhose“ liegt nur 200 Meter von der Gemeindegrenze entfernt. Münchenbernsdorf ist vom Hermsdorfer Kreuz (A9 und A4) 10 km sowie von der Bundesstraße 2 2 km entfernt.
Der Öffentliche Personennahverkehr wird durch die RVG Regionalverkehr Gera/Land mit 4 Taktlinien und einer auf den Schülerverkehr ausgerichteten Linie bedient. Die Linien 200 und 233 bilden unter der Woche zusammen einen Stundentakt nach Gera, weiterhin bestehen ein Stundentakt nach Hermsdorf sowie ein Zweistundentakt nach Weida.
| Linie | Linienverlauf                                  | Taktung (Mo–Fr) | Anschlüsse                                                |
| ----- | ---------------------------------------------- | --------------- | --------------------------------------------------------- |
| 200   | Gera – Lindenkreuz – Münchenbernsdorf          | Zweistundentakt | Gera Süd: von/nach Leipzig und Jena/Erfurt                |
| 201   | Münchenbernsdorf – Hermsdorf                   | Stundentakt     | Hermsdorf: von/nach Jena/Erfurt                           |
| 202   | Gera – Schöna – Münchenbernsdorf – Schwarzbach |                 |                                                           |
| 225   | Weida – Niederpöllnitz – Münchenbernsdorf      | Zweistundentakt | Niederpöllnitz: von/nach Saalfeld Weida: von/nach Leipzig |
| 233   | Gera – Großbocka – Münchenbernsdorf            | Zweistundentakt | Gera Süd: von/nach Jena/Erfurt                            |

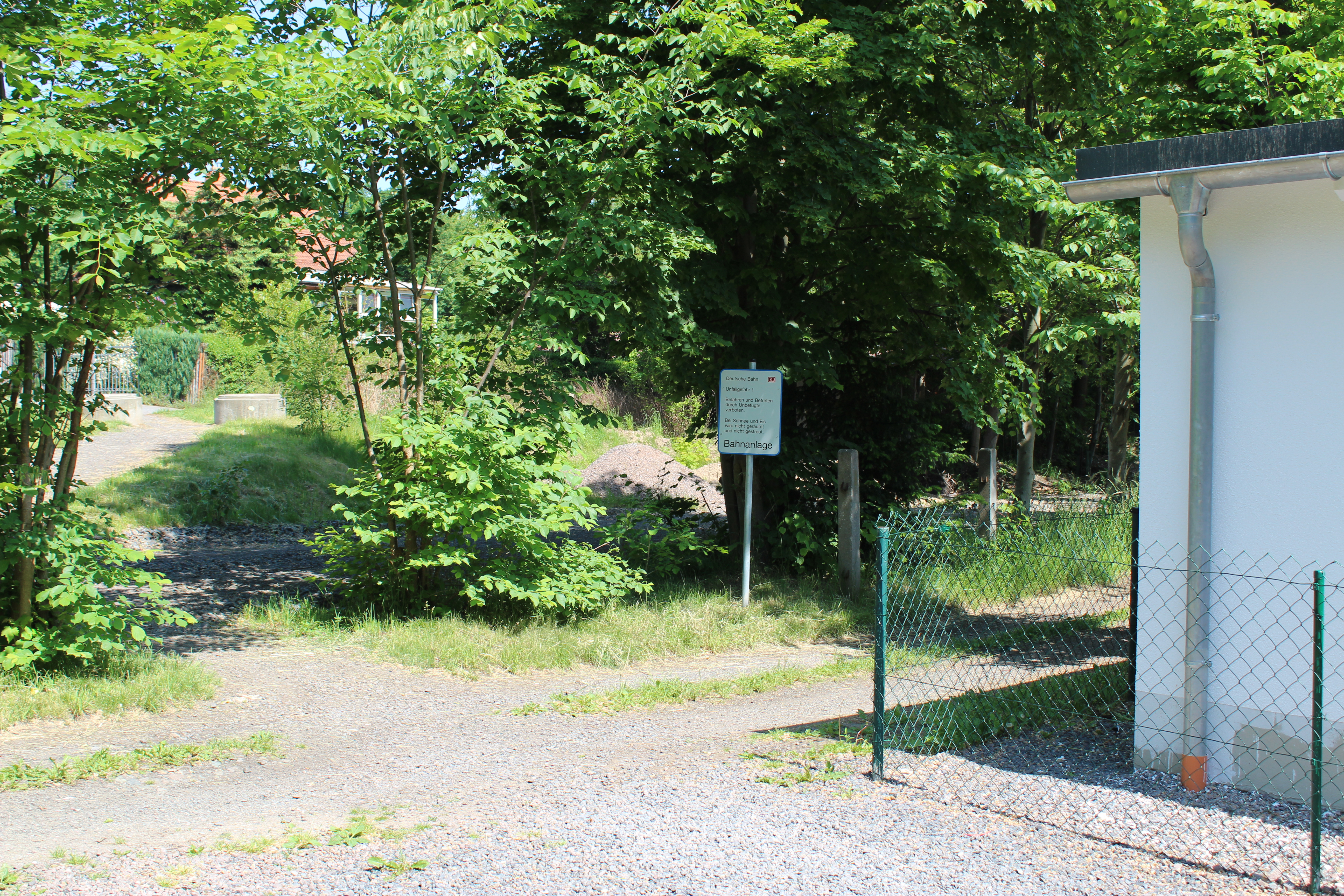
Ehemaliger Bahnhof (2018)

Der Bahnhof Münchenbernsdorf war Endpunkt der Bahnstrecke Niederpöllnitz–Münchenbernsdorf. Am 28. Mai 1967 endete der Personenverkehr, inzwischen ist die Strecke stillgelegt.

### Wirtschaft

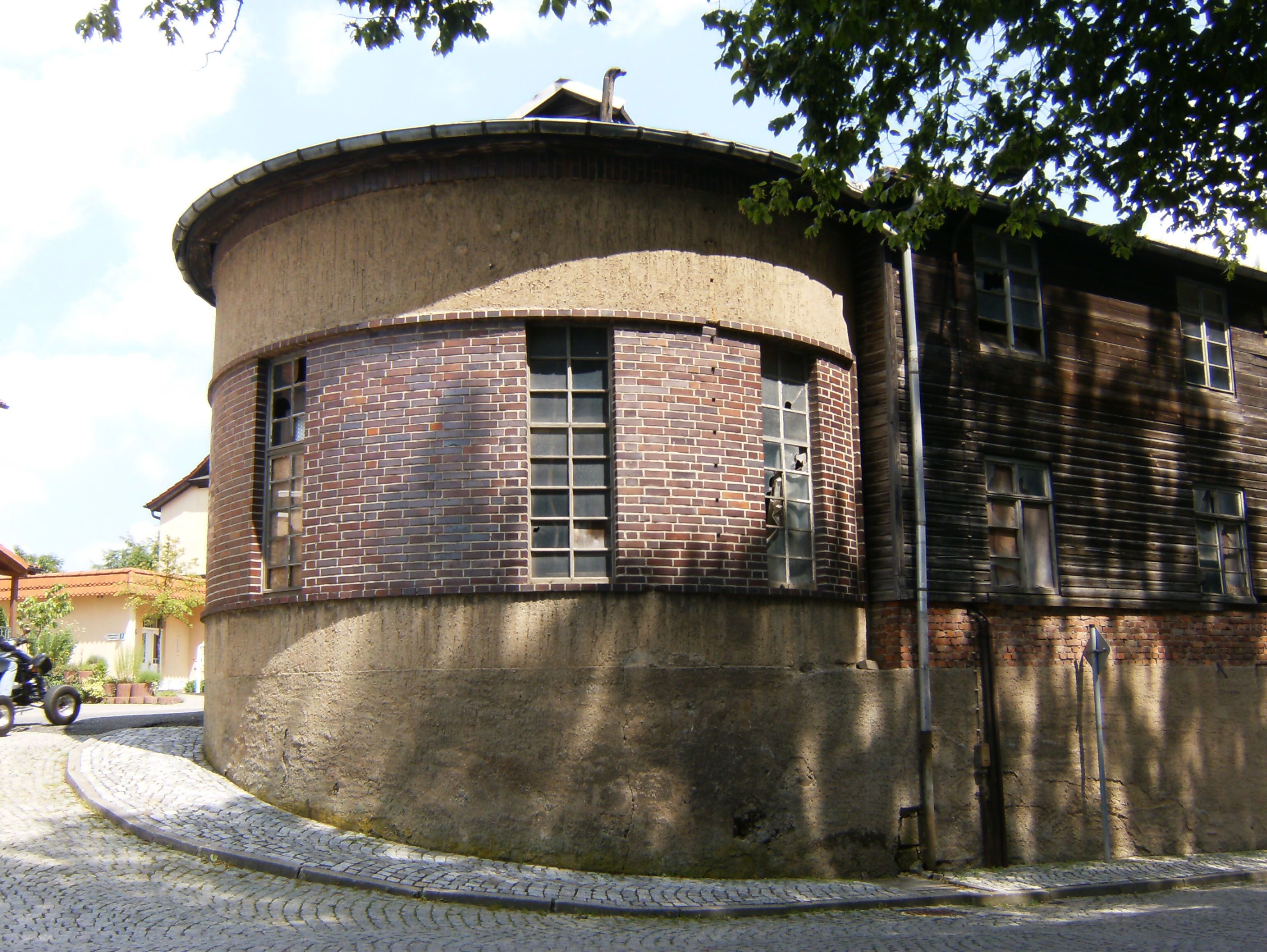
Alte Fabrik

Münchenbernsdorf war ein bedeutendes Zentrum der Teppichindustrie in Mitteldeutschland und später in der DDR. Aktuell ist noch eine Teppichfabrik in Betrieb, welche weltweit exportiert.
Münchenbernsdorf hat in den vergangenen Jahren in den Ausbau des sozialen Sektors investiert.
Es gibt ein Gebäude für betreutes Wohnen, ein Pflege- und Seniorenheim, eine Grundschule mit Schulhort und eine Kindertagesstätte. Mit dem Bau eines weiteren Einkaufsmarktes im Frühjahr 2010, wurde eine bessere Versorgung der Einwohner erreicht.
Münchenbernsdorf befindet sich in einer Umbau- und Erneuerungsphase. Mithilfe des Dorferneuerungsprogramms und Fördermitteln wurde bis 2014 die Infrastruktur ausgebaut. Dazu gehören neue Bürgersteige, Abrisse von Altbauten, Asphaltierung der Pflasterstraßen und die Erneuerung von Trinkwasserleitungen und Kanälen.
Ein neuer Dorfanger in Kleinbernsdorf ist entstanden und der Bau- sowie Recyclinghof ist ins Gewerbegebiet Kirchtal umgezogen.

### Ansässige Unternehmen
- PI-Ceramic GmbH
- mkf Maschinen und Systeme GmbH
- Hugo Schnippering GmbH & Co. KG
- Purle Gruppe GmbH
- SGS-Bau GmbH & Co. KG (mit Niederlassung in Lippstadt)
- HAVI Global Logistics GmbH
- ABZ-Nutzfahrzeuge GmbH (mit Niederlassungen in Jena und Gotha)
- Münchenbernsdorfer Folien GmbH
- MTT Hoch- und Tiefbau GmbH

### Wasserver- und Abwasserentsorgung
Münchenbernsdorf ist Mitglied im Zweckverband Wasser / Abwasser Mittleres Elstertal. Dieser übernimmt die Trinkwasserversorgung und Abwasserentsorgung.

## Vereinslandschaft
In der Region Münchenbernsdorf befinden sich etwa 35 Vereine, Verbände, Gruppen und Parteien mit 1.000 Mitgliedern.
Das DRK Münchenbernsdorf organisiert überregionale Erste-Hilfe-Wettbewerbe im Jugendrotkreuz, die Schützengesellschaft Münchenbernsdorf e. V. konnte zuletzt 2015 den Landesmeister im KK-Schießen vorweisen.

## Persönlichkeiten
- Johann Gottfried Büttner (1809–1876), evangelischer Pfarrer, Auswanderungsexperte und Autor
- Hermann Jäger (1815–1890), Gärtner und Gartenschriftsteller, geboren in Münchenbernsdorf
- Arthur Rösel (1859–1934), Komponist, Geiger, Arrangeur und Dirigent
- Hans von der Gabelentz (1872–1946), Kunsthistoriker, Museumsdirektor und Burghauptmann auf der Wartburg, geboren in Münchenbernsdorf
- Daniel Schumann (* 1977), ehemaliger deutscher Fußballspieler, wuchs in Münchenbernsdorf auf
- Ulli Schäfer (* 1983), Landrat im Landkreis Greiz, ist in Münchenbernsdorf aufgewachsen